# Frontière entre l'Albanie et la Grèce
La frontière entre l'Albanie et la Grèce constitue également l’une des frontières de l'Union européenne.

## Histoire
La frontière entre la Grèce et l'Albanie a été mise en place par les « grandes puissances » ouest-européennes  à la suite des guerres balkaniques, au moment de l'indépendance de l'Albanie, actée au traité de Florence. Elle fut contestée par les représentants de la communauté grecque d'Épire du Nord, en Albanie du sud. La frontière a été néanmoins confirmée, avec même une légère modification en faveur de l'Albanie, lors de la « Conférence des ambassadeurs » qui fit suite au traité de Rapallo de 1920. Alors que l'Albanie était devenue italienne, la Grèce, attaquée par l'Italie fasciste au début de la Seconde Guerre mondiale, repousse l'armée italienne et pénètre en Épire du Nord. Vaincue par la Wehrmacht en 1941 et occupée par les forces de l'Axe, la Grèce libérée en 1944 réclame vainement l'Épire du Nord mais la frontière du traité de Rapallo est rétablie. Pendant la guerre froide, elle est fortifiée côté albanais et très surveillée côté grec, car c'est une frontière extérieure entre l'OTAN dont la Grèce est membre, et un État communiste : la république populaire d'Albanie.

## Description
Sa partie terrestre est longue de 247 km. Elle part du littoral de la Mer Ionienne pour remonter vers le nord-est à travers les monts Grammos vers le lac Prespa où elle rejoint le tripoint de la frontière entre la Grèce et la Macédoine du Nord.

## Aspects stratégiques
La petite partie de la frontière albano-grecque qui est proche du littoral est assez facile à défendre pour la Grèce grâce aux forces aéronavales grecques basées à Corfou qui peuvent couvrir les parties de basse altitude. Le reste de la frontière est assez montagneux avec des sommets de 2 000 m d’altitude et un terrain si accidenté, que même les véhicules tout-terrain ont beaucoup de mal à passer. Les routes carrossables y sont très rares. Cela explique que déjà en 1940, lors de leurs tentatives d’invasion du pays, les troupes italiennes, mieux équipées et plus nombreuses à l’époque que leurs homologues grecques, n'avaient pu la franchir.

## Passages

### Points de passages routiers

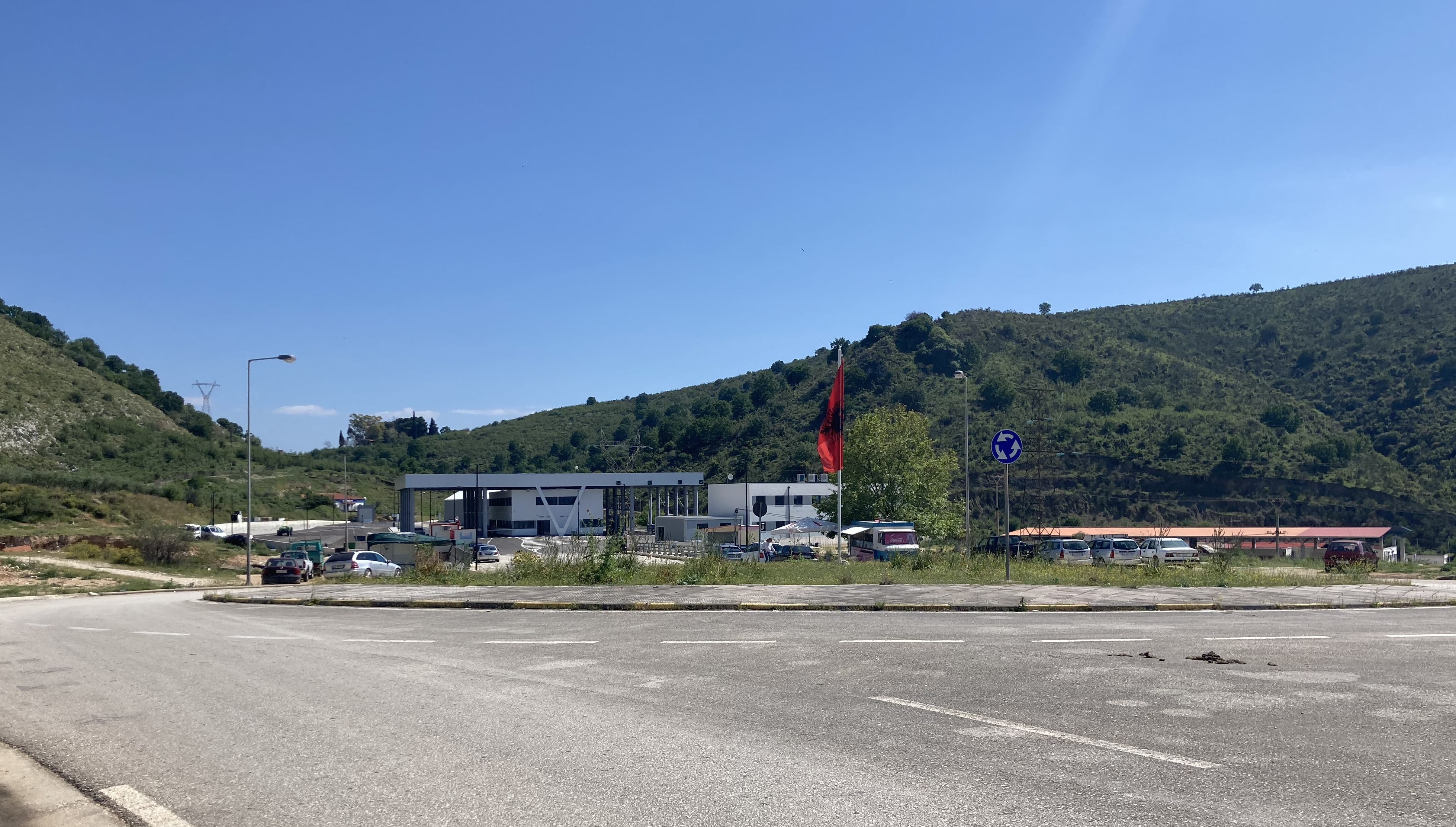
Poste-frontière albanais près de Konispol.

En raison du caractère montagneux et de l'histoire récente de l'Albanie, il existe peu de points de passages routiers traversant la frontière. 
Les principaux points de passage terrestres entre la Grèce et l'Albanie sont :
- Kakavia (Grèce) est le principal point de passage [1]
- Krystallopigí (Grèce) près du lac Prespa, face à Bilisht (Albanie)
- Sagiada (Grèce) face à Konispol (Albanie)

Le tableau ci-dessous reprend ceux concernant les routes européennes, de l'ouest vers l'est.
| Route européenne | Route d'Albanie | Villes desservies           | Point de passage        | Villes desservies                       | Route de Grèce |
| ---------------- | --------------- | --------------------------- | ----------------------- | --------------------------------------- | -------------- |
| E 853            |                 |                             | Kakavia                 | Ioannina                                |                |
| E 86             |                 | Tirana - Elbasan - Pogradec | Bilisht / Krystallopigi | Flórina - Vévi - Gefyra (Thessalonique) |                |

### Points de passages ferroviaires
Faute de chemin de fer dans la région, il n'existe pas de point de passage ferroviaire entre ces deux pays.